# Carex jamesonii
Carex jamesonii es una especie de planta de la familia Cyperaceae, que se encuentra desde México hasta Colombia y Ecuador.

## Hábitat
Selva baja perennifolia, bosque de niebla, páramos.

## Descripción
Cespitosa, sin rizomas reptantes. Tallos de 60 a 100 cm de longitud, delgados; vainas basales sin láminas, rojizas, fibrosas. Hojas de 45 a 75 cm largo por 2,5 a 7 mm de ancho, verdea, glaucas, carinadas. Inflorescencia en espigas, las superiores sésiles y suberectas, las inferiores péndulas en pedúnculos cortos o largos, delgados, ramificados; bráctea tan o más larga que la inflorescencia, foliiforme, no envainante.

## Subespecies
- C. j. gracilis
- C. j. jamesonii
- C. j. melanosperma[3]